# Brondolo
Brondolo è un antico centro abitato ed ex porto sul Mare Adriatico, inurbato nel tessuto cittadino di Chioggia, nella città metropolitana di Venezia, del quale è amministrativamente un sobborgo e situato circa 3 km a sud del centro storico, e verso il proseguimento costale di Sottomarina e delimitato, sempre a sud, dal fiume Brenta.

## Storia
Il centro ebbe in passato, fino dall'epoca romana, una notevole importanza, citato da Plinio il Vecchio nel suo Naturalis historia dove si afferma sorgesse a sud della foce della fossa Clodia e a nord della fossa Filistina, in quella parte del territorio che fu una laguna fino all'avvenuto interramento per opera dei sedimenti portati dal Brenta nel XVII secolo. Fu sede inoltre di una importante comunità monastica, istituita dai monaci dell'ordine dei canonici regolari di Santo Spirito di Venezia che qui rimasero fino XV secolo, costretti a lasciare l'abitato a causa della sua soppressione.
Dell'originale abitato di epoca romana non v'è più traccia mentre rimane a testimonianza di un passato più recente qualche rovina di forte Brondolo, sull'omonimo piccolo porto, che fu importante fortificazione per la difesa del territorio durante la guerra di Chioggia, nel XIV secolo, ma è maggiormente noto per la vittoriosa sortita avvenuta cinque secoli più tardi contro le truppe austriache che assediavano Venezia, e la sua neoproclamata Repubblica, condotta da Giuseppe Sirtori.